# Alectra vogelii
Alectra vogelii är en snyltrotsväxtart som beskrevs av George Bentham. Alectra vogelii ingår i släktet Alectra och familjen snyltrotsväxter. Inga underarter finns listade i Catalogue of Life.